# Перирен, Мишель
Мише́ль Перире́н (фр. Michel Perhirin; 29 мая 1944, Дуарнене — 22 января 2019, Фуэнан) — французский банкир международного уровня, работал в Société Générale, председатель правления российских Райффайзенбанка (2001—2005), затем МДМ-Банка (2006—2008).

## Биография
Родился 29 мая 1944 года в городе Дуарнене, регион Бретань, Режим Виши.
В октябре 1968 года окончил Нантский университет по специальности экономист.
Начал работать в 1969 году в банковской группе Société Générale, где работал в дочерних банках и филиалах группы в разных странах:
1970 — , 1976 — , 1983 — , 1987 — , 1991 — .
С 1993 по 1996 год возглавлял банк «Сосьете женераль восток» в Москве.
В период с 1996 по 2005 год занимал пост председателя правления в ЗАО «Райффайзенбанк Австрия» (Москва). Под его управлением ЗАО «Райффайзенбанк Австрия» стал одним из ведущих иностранных банков в России.
В феврале 2006 года был назначен на должность председателя правления «МДМ-Банка». Его целью было создать крупный универсальный банк, увеличив розничный кредитный портфель в пять раз к 2010 году, с минимальными затратами, и построить сеть из 500 розничных точек МДМ-Банка по всей России.
В декабре 2008 года освободил должность председателя правления в соответствии с окончанием действия его контракта.
Вернулся на родину во Францию, в историческую область Бретань.
Скончался 22 января 2019 года, на 75 году жизни, в городе La Tourelle, в больнице Корнуай, округ Фуэнан.

## Награды и премии
- 2005 — Серебряный знак и дипломом Ассоциации «Россия»[9].
- 2008 — Орден «За заслуги» (Франция).

## Интервью
- 2006 — Эхо Москвы
- 2007 — Профиль.